# Георги Димитров (историк)
Вижте пояснителната страница за други личности с името Георги Димитров.
Георги Георгиев Димитров е български учител, книжар, общественик.

## Биография
Роден е в Кюстендил. През 1851-58 г. учи в Кюстендил при Аверкий Попстоянов, а през 1858–59 г. е учител в Свиленград. Придружител на митрополит Авксентий Велешки в пътуванията му в Македония – Щип, Кратово, Кочани. Деец за църковна независимост. Заради покушението в Хасково през 1873 г. е арестуван и освободен срещу 100 лири, събрани от „домашните му“. Участва в Старозагорското въстание през 1875 г. Книгопродавец (1860) и книжар (1867–75) в Одрин, съмишленик на Христо Г. Данов (от 1860). През 1878 г. се установява в Пловдив. През 1891 г. се среща с министър Георги Живков за открити от него археологически паметници в Провадия и с. Врачеш. Адвокат. Сътрудничи на в-к „Македония“ (1870), в-к „Право“ (1870), в-к „Източно време“. През 1874 г. издава календар и „Буквар за малки деца“. Автор на три книги за историята на България (1894 /1895/, 1896, 1899).

## Исторически труд „Княжество България“
Георги Г. Димитров е планирал да напише в три части история, озаглавена „Княжество България“, която да проследява развитието на българския народ и държава от Средновековието до неговото време. Авторът решава със свои средства без чужда помощ, да започне да отпечатва историята. Вместо да му се помогне, създавали му са се пречки. Само княз Фердинанд I го подкрепя с 5 наполеона.
Първата част от труда му е за училищното и църковното движение за независима българска църква. Димитров събира сведенията си лично, обхожда села и градове, което превръща труда му в летопис на времето, в което живее. Стилът му, емоционален, образен, изпъстрен с драматични истории, наподобява „Видрица“ на поп Минчо Кънчев.
Втората част се отнася за българските политически движения. Там е поместен очерк на последните български царе. В предговора се казва: „...счетохме за неизлишно да хвърлим и един бегъл поглед върху българските царе от появяването на турците в Балканския полуостров.“ Българската история започва с царете Симеон I (893–927), Петър I (927–969), Иван Владислав (1015–1018), Асен и Петър (1186–1197). Обърнато е специално внимание на Иван Асен II (1218–1241), който издигнал държавата в такова цветущо положение, в каквото от „царсимеоново време никога не била достигала“. Авторът публикува и два надписа на Иван Асен II – Търновския и Станимашкия. Направен е кратък преглед на сръбската, турската и руската история. След времето на Иван Асен II авторът отбелязва, че от 12 царе до Иван Александър (1331-1371) само двама са умрели от естествена смърт. Заедно със сбития, но съдържателен разказ са приложени и изображения. Разгледана е темата за османските султани, създаването на българските войнуци, падането на българската държава под османска власт и превземането на Цариград. Очеркът за последните български царе и управлението на османските султани – от Орхан до Махмуд II, създава плавен преход в историческия разказ и обяснява причинноследствените връзки. Така авторът разисква много от въпросите в българската история и публикува важни извори.
Продажбата на първото издание на първия том е спряно от софийския печатар Шимачек, когото изобличените от Димитров висши духовници подкупват с 200 наполеона. Затова Димитров го препечатва в Пловдив. Вместо да издаде третия том на „Княжество България...“ през 1899 г. Димитров отпечатва „Страданията на българите и освобождението на България през 1878/78 година“.
С ръкописа на третия том постъпва в Александровската болница на 5 май 1906 г., където и умира на 24 май 1906 г. Погребан е със средства на болницата в София, поради крайната бедност, в която изпада по отпечатването на книгите си. Ръкописът на третия том на „Княжество България...“ изчезва след смъртта му. В некролог, поместен във в. „Вечерна поща“ на 10 юли 1906 г., се казва: „Така загинват скромните ратници, които са жертвали живота си, за да издигнат пред света величието на своя народ.“